# Flèche Ardennaise
Die Flèche Ardennaise ist ein Eintagesrennen im Straßenradsport der Männer. Es wird seit 1966 in der Provinz Lüttich ausgetragen.
Seit 2010 ist das Rennen Teil der UCI Europe Tour, in der UCI-Kategorie 1.2.

## Palmarès
- 2025  Jarno Widar
- 2024  Milan Donie
- 2023  Menno Huising
- 2022  Romain Grégoire
- 2020–2021 wegen Corona-Pandemie abgesagt
- 2019  Simon Pellaud
- 2018  Cees Bol
- 2017  Harm Vanhoucke
- 2016  Jeroen Meijers
- 2015  Loïc Vliegen
- 2014  Stefan Küng
- 2013  Silvan Dillier
- 2012  Clément Lhotellerie
- 2011  Zico Waeytens
- 2010  Thomas Degand
- 2009  Sander Armée
- 2008  Jan Bakelants
- 2007  Sébastien Delfosse
- 2006  Gil Suray
- 2005  Francis De Greef
- 2004  Jeremy Yates
- 2003  Jukka Vastaranta
- 2002  Ruslan Hryschtschenko
- 2001  Ruslan Hryschtschenko
- 2000  Thomas Voeckler
- 1999  Pierrick Fédrigo
- 1998  Erwin Thijs
- 1997  Christian Henn
- 1996  Benoît Salmon
- 1995  Tony Bracke
- 1994  Steven Van Aken
- 1993  Casper van der Meer
- 1992  Nico Desmet
- 1991  Stéphane Galbois
- 1990  Bart Leysen
- 1989  Eddy Bouwmans
- 1988  Johan Pauwels
- 1987  Benny Heylen
- 1986  Greg Moens
- 1985  Luc Ronsse
- 1984  Dirk Ghyselinck
- 1983  Franky Van Oyen
- 1982  Eric Vanderaerden
- 1981  Dany Schoonbaert
- 1980  Jan Nevens
- 1979  Daniel Plummer
- 1978  Ronny Claes
- 1977  René Martens
- 1976  Wim Mynheer
- 1975  Jean-Luc Vandenbroucke
- 1974  Joseph Gysemans
- 1973  Lieven Malfait
- 1972  Staf Hermans
- 1971  Luc Van Goidsenhoven
- 1970  Theo Dockx
- 1969  Joseph Bruyère
- 1968  Roger De Vlaeminck
- 1967  Valère Van Sweevelt
- 1966  Willy Van Neste